# الهجرة (الرجم)

تعديل مصدري - تعديل

الهجرة هي إحدى قرى عزلة بني البدي بمديرية الرجم التابعة لمحافظة المحويت، بلغ تعداد سكانها 499 نسمة حسب تعداد اليمن لعام 2004.